# Colposis mutilatus
Colposis mutilatus är en skalbaggsart som först beskrevs av Beck 1817.  Colposis mutilatus ingår i släktet Colposis, och familjen trädbasbaggar. Arten har ej påträffats i Sverige.